# Fractura de pelvis
En medicina se denomina fractura de pelvis a un tipo de fractura que afecta a la pelvis ósea. La pelvis es una estructura compleja formada por la unión de varios huesos, la fractura puede afectar al hueso sacro, el ilion, el isquion, el acetábulo o el hueso pubis. La causa más frecuente en personas de edad avanzada es caída accidental, en personas jóvenes son secundarias a impactos de gran intensidad como accidentes de tráfico o caídas de altura.
El diagnóstico se hace mediante un examen  por rayos X o tomografía computarizada. Si una persona está completamente despierta y no tiene dolor en la pelvis, no se necesitan imágenes médicas. El tratamiento de emergencia generalmente sigue al soporte vital avanzado para traumas.
Esto comienza con los esfuerzos para detener el sangrado y reemplazar los líquidos. El control del sangrado se puede lograr mediante el uso de un aglutinante pélvico o una sábana para sostener la pelvis. Otros esfuerzos pueden incluir embolización angiográfica o empaque preperitoneal. Después de la estabilización, la pelvis puede requerir reconstrucción quirúrgica. Las fracturas pélvicas representan alrededor del 3% de las fracturas de adultos. Las fracturas estables generalmente tienen un buen resultado. El riesgo de muerte con una fractura inestable es de aproximadamente el 15%, mientras que aquellos que también tienen presión arterial baja tienen un riesgo de muerte cercano al 50%. Las fracturas inestables a menudo se asocian con lesiones en otras partes del cuerpo.

## Clasificación

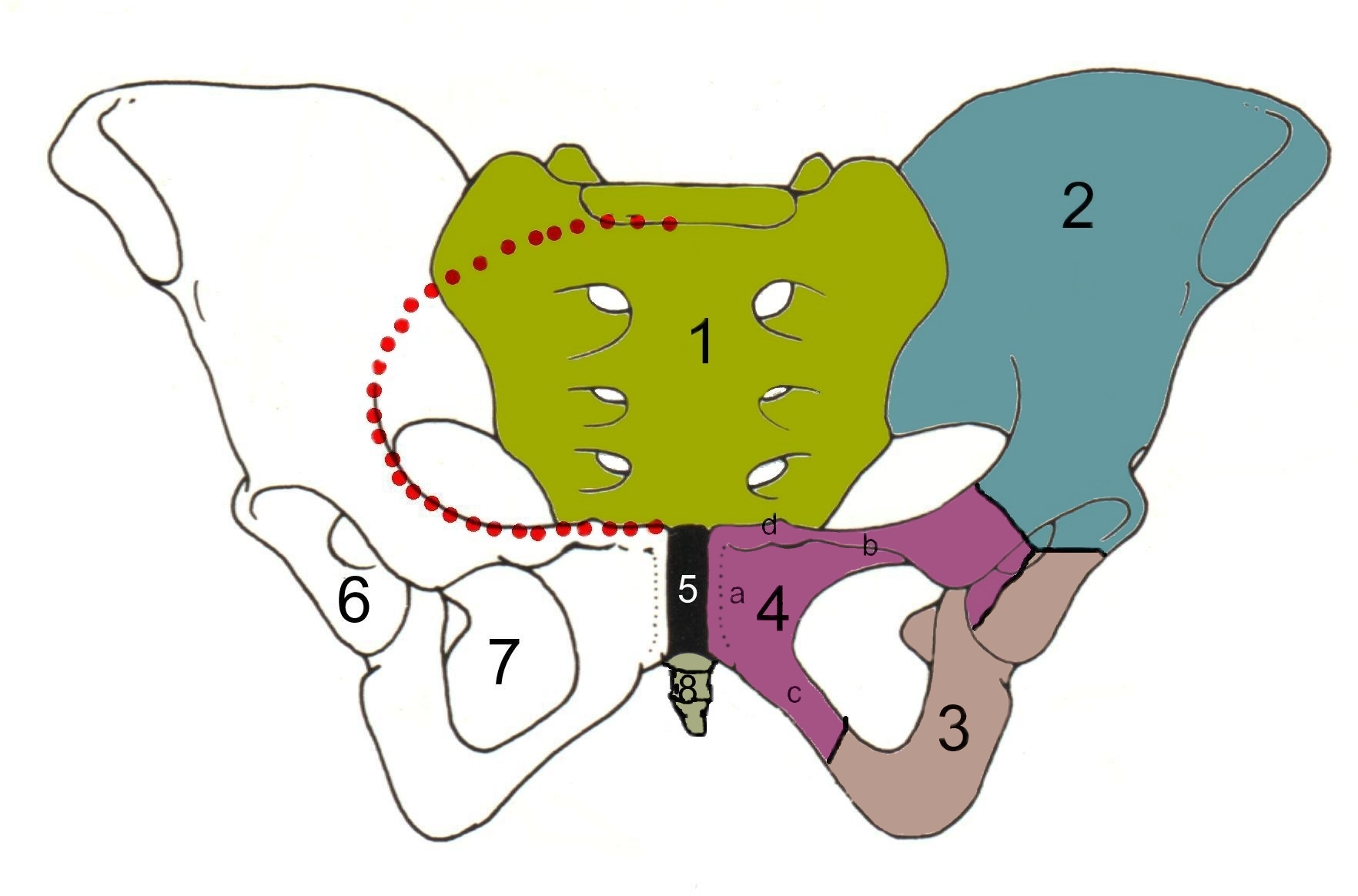
Huesos y elementos que componen la pelvis: 1. Sacro, 2. Ilion, 3. Isquion, 4. Pubis, 5. Sínfisis púbica, 6. Acetábulo

Las fracturas de pelvis son de gravedad muy diversa y pueden afectar a diferentes porciones de esta estructura ósea. Existen varias clasificaciones, de forma genérica se dividen en tres grupos principales:
- Fracturas tipo A. Son fracturas estables y no existe luxación articular, por ello el tratamiento es conservador y no se necesita en general cirugía como tratamiento.

- Fracturas tipo B. Son lesiones inestables que se clasifican en varios subtipos según la localización. Precisan tratamiento quirúrgico.

- Fracturas tipo C. Son fracturas inestables que se asocian a luxación púbica y sacroiliaca. Existe indicación de cirugía.

## Complicaciones
Algunas de las complicaciones de este tipo de fracturas son:
- Hemorragia intrapélvica o en el retroperitoneo que pueden causar choque hipovolémico.
- Lesiones en el aparato urinario, por ejemplo en la uretra o la vejiga urinaria.
- Secuelas como inestabilidad en la sínfisis del pubis y artrosis postraumática.[5]